# Peperomia arboriseda
Peperomia arboriseda är en pepparväxtart som beskrevs av C. Dc.. Peperomia arboriseda ingår i släktet peperomior, och familjen pepparväxter. Utöver nominatformen finns också underarten P. a. moyobambana.